# 昆比恩
昆比恩（Queanbeyan）是澳洲新南威尔士州南部高原地区的城市，位于新南威尔士州的东南部。是昆比恩市议会的所在地。2006年人口为34,084人。
昆比恩在面积较小的澳洲首都特区（全境在新南威尔士州内）的外缘，距离澳洲首都堪培拉的市中心只有15公里。它事实上已经成为堪培拉的一个区。
昆比恩河从昆比恩市穿城而过。